# Feierabend (magazine)
Feierabend est un mensuel chrétien (catholique) pour des personnes âgées publié par Echter Verlag à Wurtzbourg.
Chaque mois, le magazine propose des impulsions spirituelles, des suggestions de modes de vie pratiques, des actualités et des articles historiques de l'église et du monde ainsi que des sujets divertissants tels que des devinettes, des histoires ou des recettes de cuisine. Adapté à un groupe cible plus âgé, le magazine se présente avec des images expressives et une police en gros caractères.
Le magazine est également distribué en République tchèque et en Slovaquie.